# Weltausstellung Brüssel 1910
Die Weltausstellung Brüssel 1910 (französisch Exposition Universelle et Internationale de Bruxelles) war die Weltausstellung in Brüssel, vom 23. April bis 1. November 1910.
Sie fand genau 13 Jahre nach der Weltausstellung 1897 in Brüssel und bereits 5 Jahre nach der Weltausstellung 1905 in Lüttich statt. Drei Jahre später folgte mit der Weltausstellung von 1913 in Gent erneut eine Weltausstellung in Belgien.

## Geschichte
Das Ausstellungsgelände zeichnete sich durch üppige Ziergärten aus. Hauptattraktionen waren eine Kunstausstellung und eine Kolonialausstellung. Frankreich errichtete Pavillons zu Indochina, Algerien und Tunesien, die in traditioneller Bauweise ausgeführt und mit exotischen Pflanzen umgeben waren. Ebenfalls wurden als „lebende Ausstellungsstücke“ Einheimische in traditionellen Kostümen präsentiert. Die gesamte Ausstellungsfläche betrug 88 Hektar. Zwei Hallen waren dem Eisenbahnwesen gewidmet – eine den internationalen und belgischen Ausstellern, eine den deutschen Ausstellern. Im gesamten wurden um die 60 Lokomotiven gezeigt.
In der französischen Sektion wurden folgende Künstler gezeigt, jeweils drei Werke von Monet, Rodin und Renoir sowie zwei Werke von Matisse und Scherf. Auch wurde das Altargemälde der St. Jan Berchmans Kirche zu Brüssel ausgestellt. Vom 14. zum 15. August wütete ein Brand, dem einige Pavillons zum Opfer fielen. In der deutschen Sektion waren u. a. Karl von der Heydt, Emil Orlik und Ernst Oppler mit Gemälden vertreten.
Weitere Attraktionen waren:
- Paradies der Affen
- Restaurant Zillertal
- „La création du Monde“ – ein animiertes Diorama zum Thema der Erschaffung der Welt
- Wild West Show
- Achterbahn
- Labyrinth
- „L'arbre géant“ – szenische Eisenbahnfahrt rund um einen riesigen Kunstbaum
- Bruxelles Kermesse – nachgestellter traditioneller Jahrmarkt
- Luna-Parc

26 Länder waren an der Ausstellung vertreten. 29.000 Aussteller waren angereist. Davon kamen 22 Prozent aus Belgien und 34 Prozent aus Frankreich. Die Ausstellung verzeichnete 13 Millionen Besucher und schloss mit einem Verlust von 250.000 Belgischen Franken.

## Brand

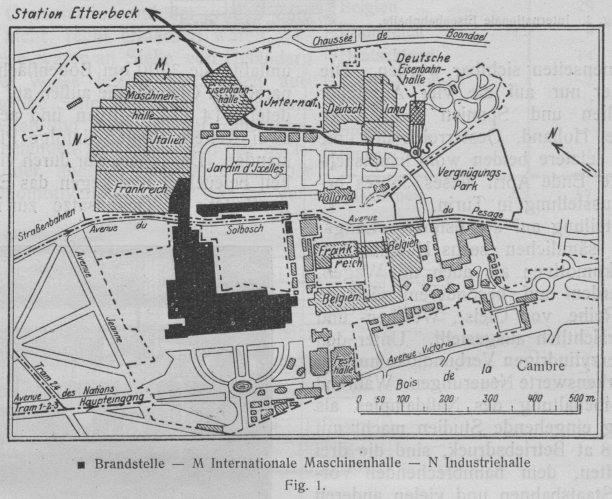
Plan des Ausstellungsgeländes. Schwarz eingezeichnet, die vom Brand betroffenen Teile

Am Sonntag, den 14. August 1910 brach abends um 20:45 Uhr im linken Flügel des Palais Belge ein Feuer aus, das sich schnell ausbreitete und große Teile des Ausstellungsgeländes Solbosch erfasste, die trotz Löschversuchen komplett niederbrannten. Neben dem belgischen Pavillon waren auch der englische und französische Pavillon, der „Luna-Park“ und der Jahrmarkt „Bruxelles Kermesse“ betroffen. In Rekordzeit wurden die Attraktionen wieder hergestellt.

## Nachnutzung

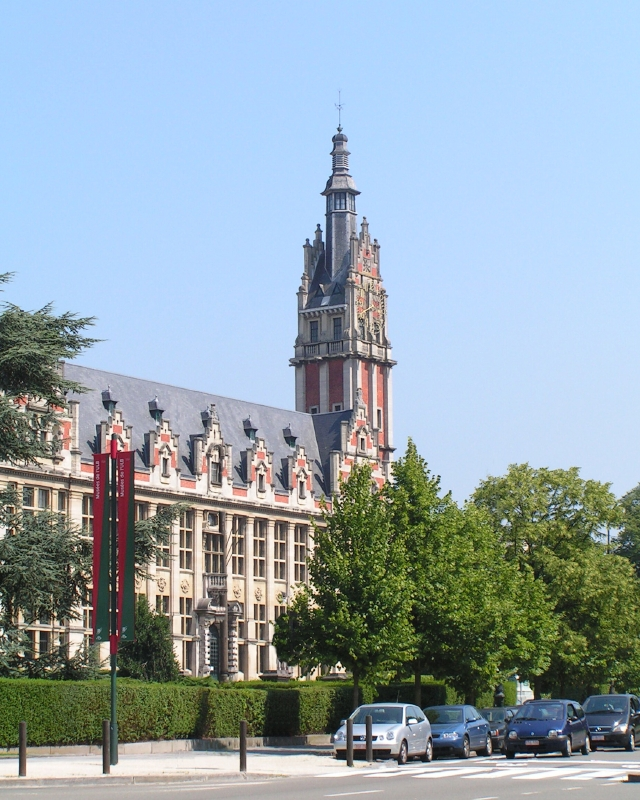
Juristische Fakultät der Freien Universität Brüssel (ULB) auf dem Campus Solbosch

Große Teile des Ausstellungsgeländes wurden später von der Université libre de Bruxelles genutzt, die dort ihren Campus Solbosch errichtete, der inzwischen der Hauptsitz der Universität ist.
Die Avenue Franklin Roosevelt ist eine breite, vierspurige innerstädtische Verbindungsstraße über 2,65 km zwischen der Avenue Louise in Ixelles und der Chaussée de la Hulpe im Südosten. Sie grenzt östlich an den Bois de la Cambre und wurde nach der Weltausstellung als Avenue des Nations als Hauptachse eines luxuriösen Wohnquartiers, das auf dem vormaligen Ausstellungsgelände errichtet wurde. Sie ist geprägt von zahlreichen Bauten im Jugendstil und Art déco.
Das Hotel Astoria wurde speziell für die Weltausstellung erbaut und ist seither denkmalgeschützt.
Anlässlich der Weltausstellung wurde auch der Mont des Arts auf Anregung von König Leopold II. als Gartenanlage neu gestaltet, jedoch in den 1950er Jahren nach dem Bau der Nord-Süd-Verbindung umfangreich umgestaltet.

## Auszeichnungen
- Louis Scherf – Bronzemedaille in der Kategorie Malerei/Plattenporzellanmaler[7]
- Alexe Altenkirch – Goldmedaille für die Gestaltung des Standes der Papierfabrik J. W. Zanders.[8]
- Die Trierer Rosenzüchter Peter Lambert und die Firma J. Lambert & Söhne erhielten den Grand Prix.[9]

## Bildergalerie

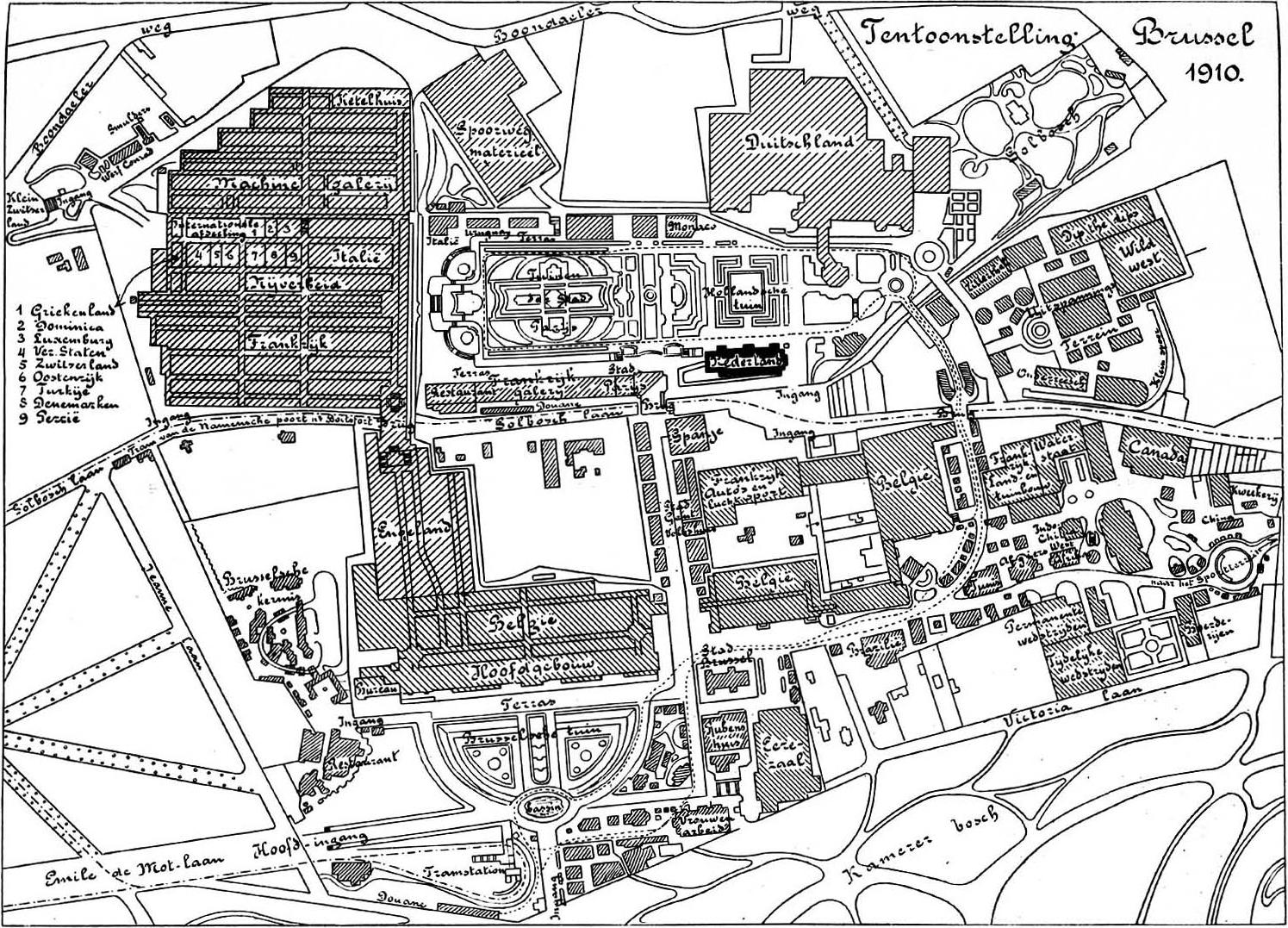
Gelände der Weltausstellung 1910
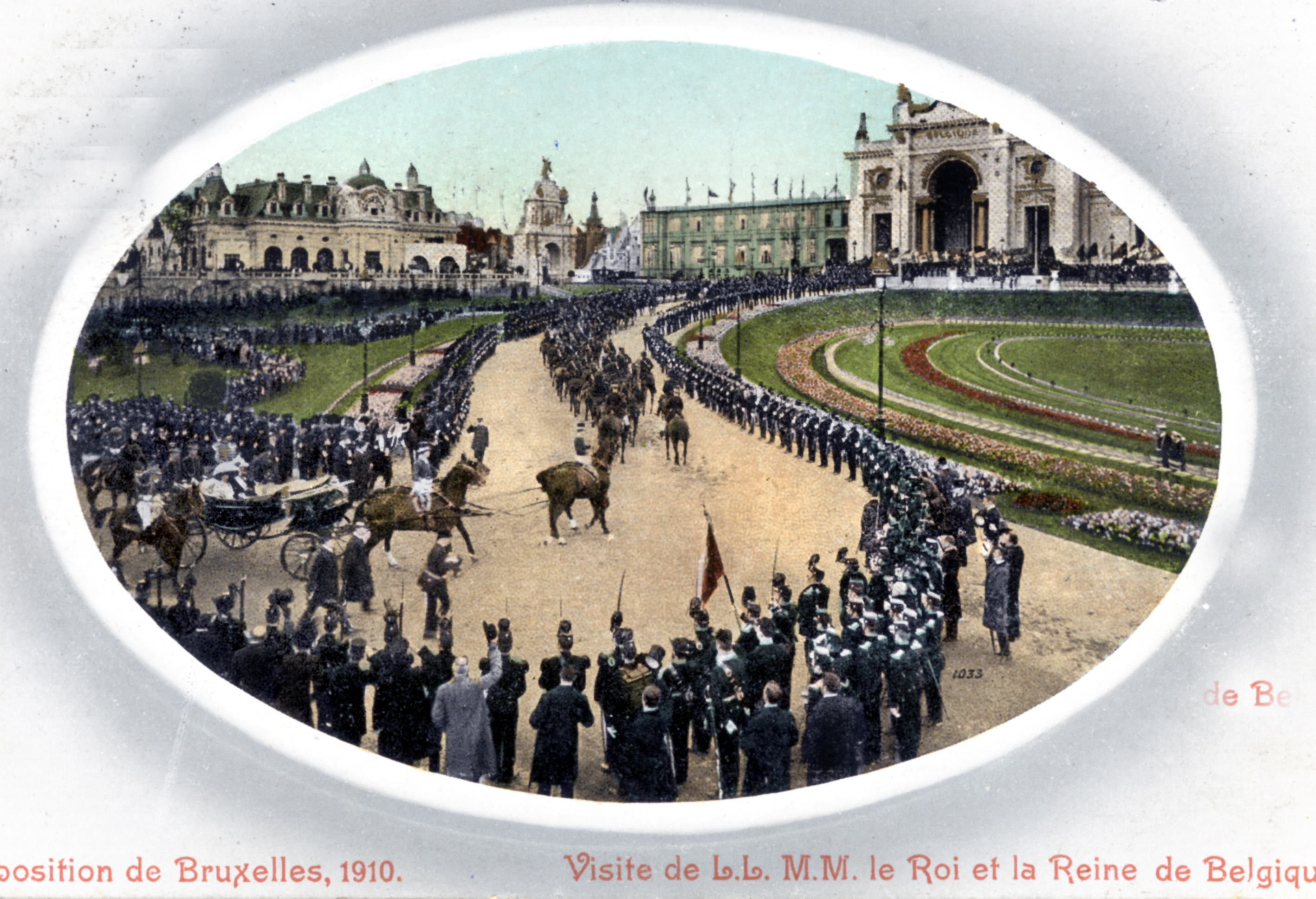
Besuch des Königs und der Königin der Belgier
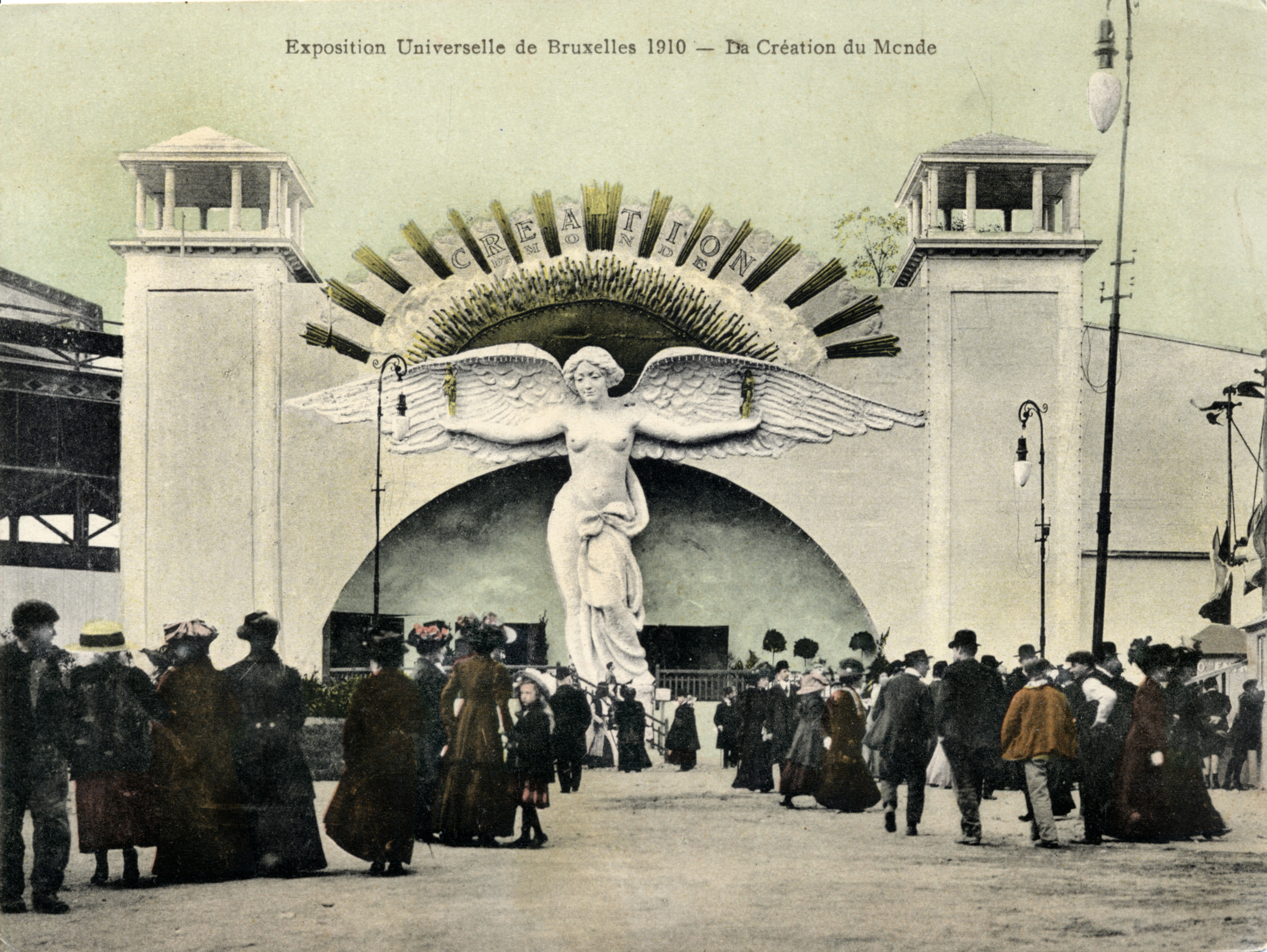
Animiertes Diorama „La Création du Monde“
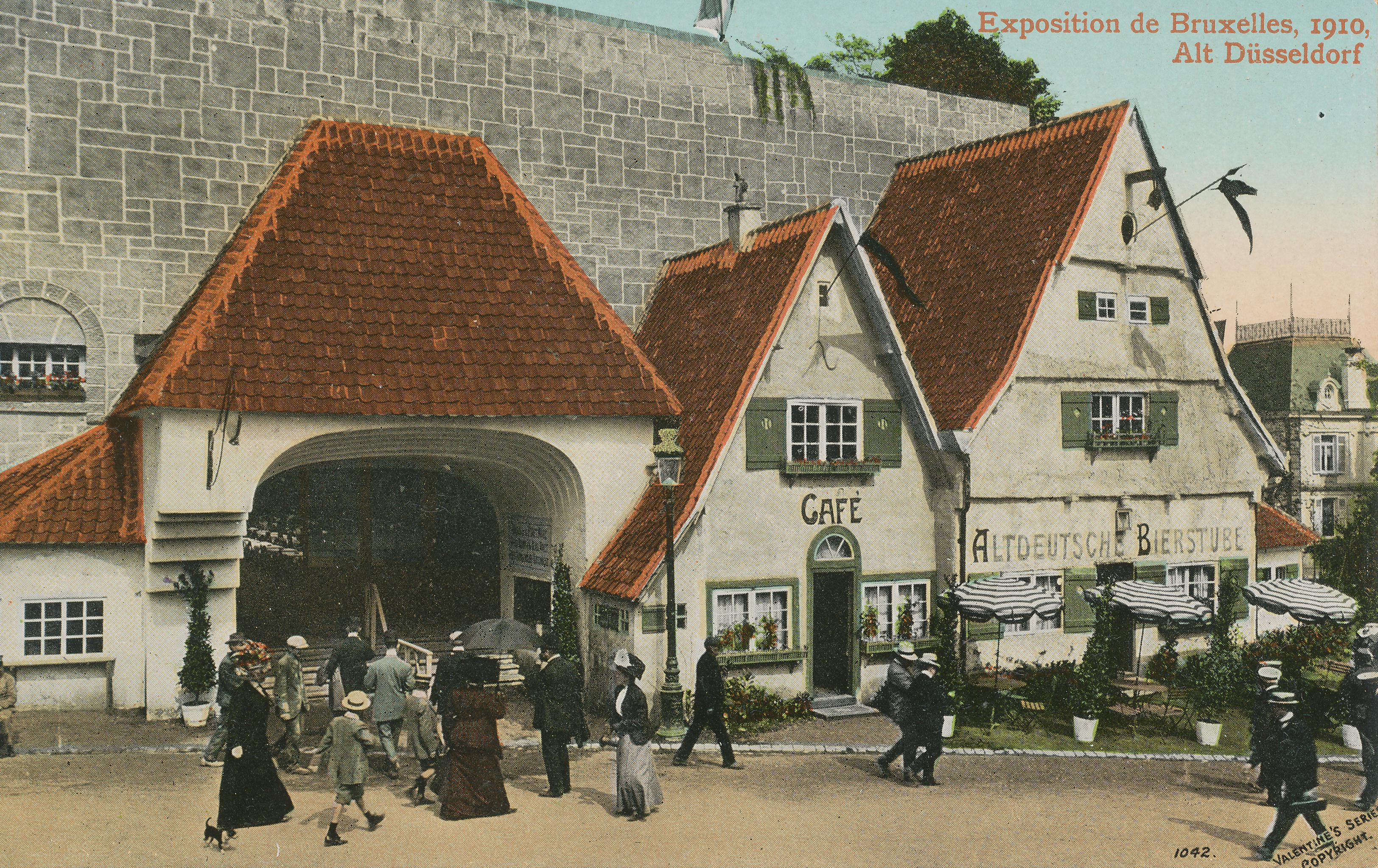
„Alt Düsseldorf“, Postkarte
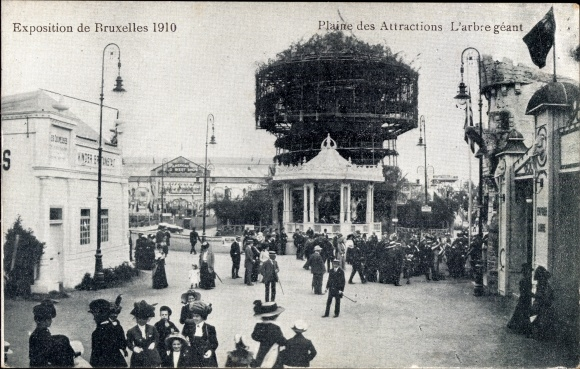
„L'arbre géant“: Eisenbahnfahrt um einen Kunstbaum
„Les Jardins Suisses“ an der Weltausstellung 1910